# Johannes Bronée
 Der er for få eller ingen kildehenvisninger i denne artikel, hvilket er et problem. Du kan hjælpe ved at angive troværdige kilder til de påstande, som fremføres i artiklen.

Johannes Bronée født 24. juni 1879 i Sorø, død 16. juni 1950 i København, var en dansk fodboldspiller og senere overretssagfører.
Bronée var som reserve på Kjøbenhavns Boldklubs hold som vandt datidens vigtigste danske turnering Fodboldturneringen 1902-03. Han blev medlem af bestyrelsen for 
Akademisk Boldklub 1906.
Bronée blev cand.jur. 1904.
Johannes Bronées søn Louis Bronée var cricketspiller i Akademisk Boldklub og en af Danmarks bedste kastere.